# Miron Kertyczak

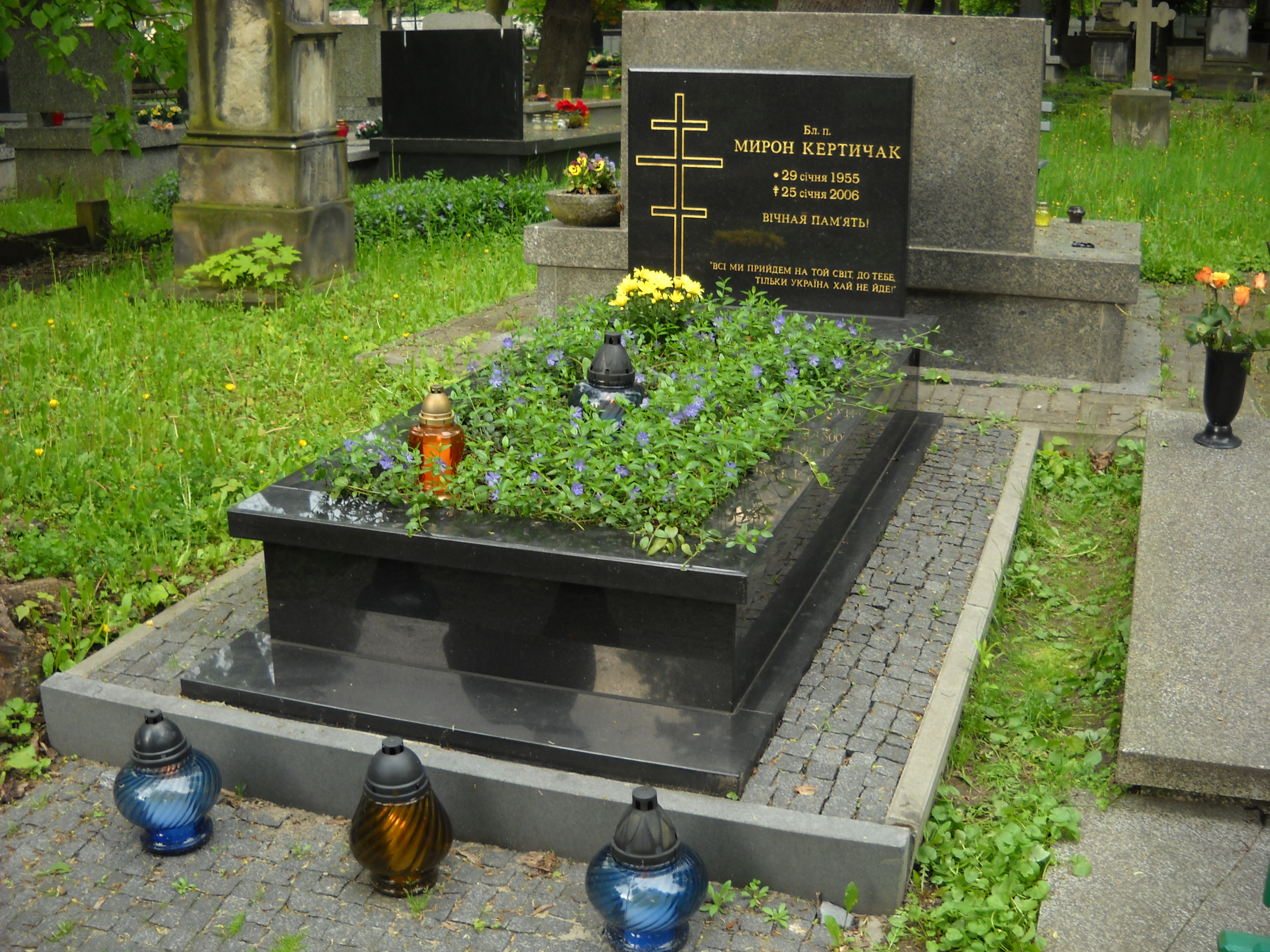
Grób Mirona Kertyczaka na cmentarzu prawosławnym na warszawskiej Woli

Miron Kertyczak (ukr. Мирон Кертичак, ur. 29 stycznia 1955 w Żugieniach, zm. 25 stycznia 2006 w Markach) – polski działacz społeczny pochodzenia ukraińskiego, prezes Związku Ukraińców w Polsce w latach 1996–2006.

## Życiorys
W 1983 ukończył studia na Wydziale Fizyki Uniwersytetu Gdańskiego, a w 1998 studia w Szkole Głównej Handlowej ze specjalizacją menedżer kultury.
Od 1976 do 1989 pracował w Gdańsku jako dziennikarz-fotoreporter w prasie studenckiej, regionalnej i branżowej. Jednocześnie zaangażowany był w działalność społeczną w organizacjach mniejszości ukraińskiej w Polsce. W latach 1974–1989 był działaczem Koła Ukraińskiego Towarzystwa Społeczno-Kulturalnego w Gdańsku, współorganizował imprezy młodzieżowe (Jarmark Młodzieżowy, Rajd "Karpaty", spotkania młodzieży akademickiej). Od 1979 brał udział w pracach komitetu organizacyjnego kolejnych edycji Festiwali Kultury Ukraińskiej. W latach 1989–1990 zajmował stanowisko zastępcy przewodniczącego UTSK.
W latach 1990–1996 pełnił funkcję sekretarza Związku Ukraińców w Polsce, od 1996 był prezesem Zarządu Głównego. W 2001 został zastępcą przewodniczącego Europejskiego Kongresu Ukraińców oraz członkiem Prezydium Ukraińskiej Światowej Rady Koordynacyjnej. Od 3 października 2005 pełnił funkcję współprzewodniczącego Komisji Wspólnej Rządu RP i Mniejszości Narodowych i Etnicznych. Zainicjował wiele przedsięwzięć służących dialogowi i współpracy polsko-ukraińskiej.
Należał do Stowarzyszenia Dziennikarzy RP. W 2016 roku odbyła się wystawa poświęcona jego pamięci.

## Odznaczenia
- Krzyż Kawalerski Orderu Odrodzenia Polski Za wybitne zasługi dla współpracy między narodami Polski i Ukrainy (pośmiertnie, 2006)[2]
- Order „Za zasługi” II stopnia (Ukraina, 2004)[3]
- Order „Za zasługi” III stopnia (Ukraina, 2001)[4]